# Fotbal Club Universitatea Cluj
Pour le club omnisport, voir CS Universitatea Cluj-Napoca.
Maillots
Actualités
L'Asociația Sportivă Fotbal Club Universitatea Cluj, plus communement appelé Universitatea Cluj, où U Cluj est un club roumain de football basé à Cluj-Napoca. Il évolue actuellement en Première Division (Liga 1) dans le Championnat de Roumanie de football.

## Historique

### Les débuts

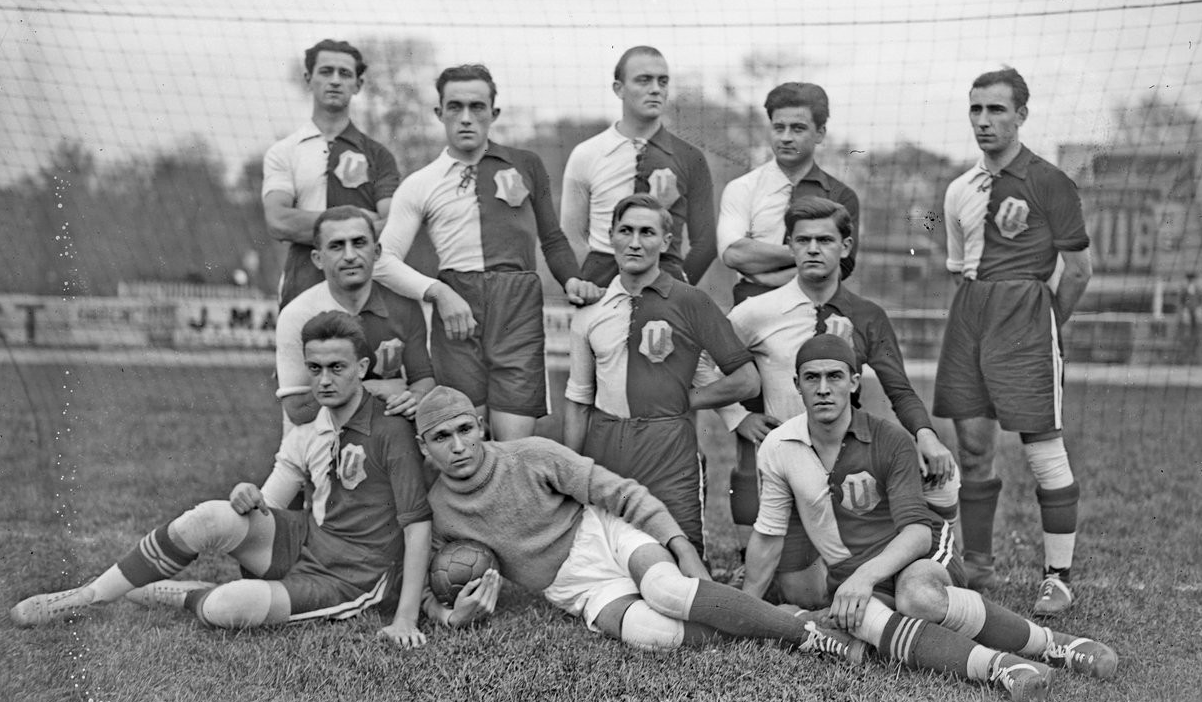
L'équipe d'U Cluj en 1923 avant un match au stade Bergeyre à Paris, France.

Le club sportif Universitatea de Cluj voit le jour le 23 novembre 1919 à l’initiative de la « Société sportive des étudiants universitaires » de Cluj. Son premier président est le professeur Iuliu Hațieganu, médecin et homme politique roumain. Le 16 mai 1920, l’équipe dispute son premier match, une victoire 3–1 contre le Gloria Arad,.
Au cours de ses premières années, « U » Cluj participe uniquement à des compétitions locales ; à cette époque, il n’existe pas encore de championnat national en Roumanie. Le premier capitaine emblématique du club est Mircea Luca, qui prend le brassard en 1941, pendant la période la plus difficile de l’histoire du club. En 1940, à la suite du Deuxième arbitrage de Vienne, la Transylvanie du Nord est cédée à la Hongrie, ce qui pousse l’équipe à déménager de Cluj-Napoca à Sibiu,,,. En 1945, après la Seconde Guerre mondiale et le retour de la Transylvanie du Nord à la Roumanie, « U » rentre à Cluj.
En 1946, le club change de nom et devient Știința Cluj (« Cluj Sciences »).

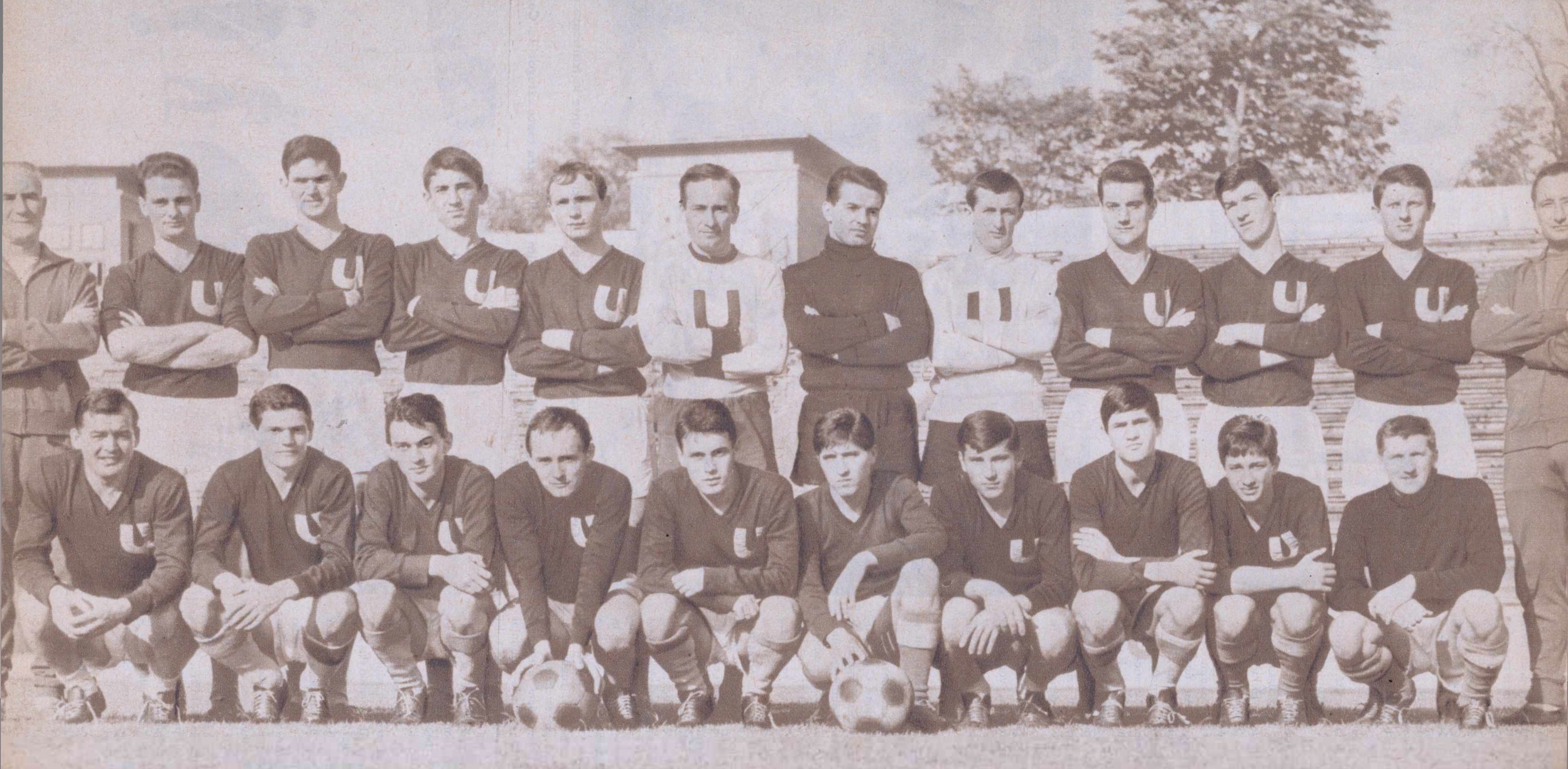
L'équipe d'U Cluj en 1966

En 1966, l’équipe reprend le nom « Universitatea ». À la fin de la saison 1971–1972, « U » obtient sa meilleure performance en championnat (Divizia A) depuis la guerre, terminant à la troisième place avec le même nombre de points que le deuxième, l’UTA Arad. En 1998, « U » atteint la finale de la Coupe de la Ligue mais s’incline face au FCM Bacău. En 1999, le club est relégué en deuxième division (Divizia B), puis en 2000, pour la première fois de son histoire, en troisième division (Divizia C).

### Depuis les années 2000

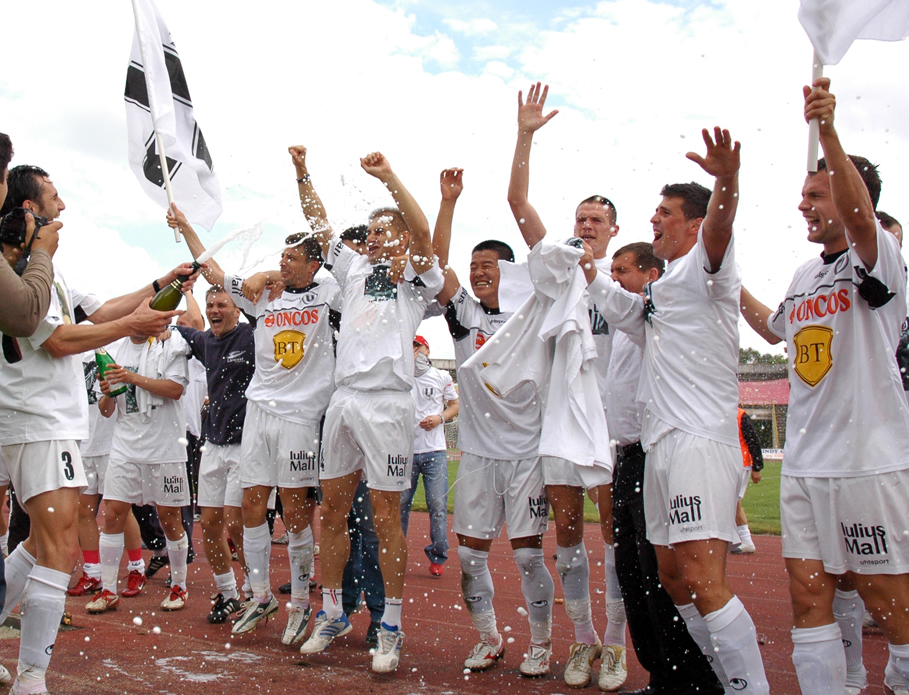
Les joueurs de « U » Cluj célébrant leur promotion en Liga I en 2007

La saison 2007–08 de Liga I, la première pour « U » Cluj après huit ans d'absence, s’avère difficile. Le club gère mal sa remontée, et termine dernier (18e) avec seulement 17 points, redescendant en Liga II.
La saison 2011–12 de Liga I marque un tournant dans l’histoire du club. Des joueurs connus et talentueux comme Mircea Bornescu, George Galamaz, Gabriel Boștină, Marian Cristescu, Ovidiu Hoban, Gheorghe Grozav, Laurențiu Marinescu et Tony rejoignent l’équipe, avec pour objectif la qualification en Ligue Europa. Les Șepcile Roșii terminent à la 7e place, échouant à remplir l’objectif, mais signent leur meilleur classement depuis 26 ans.
À l’été 2012, Florian Walter quitte « U » Cluj pour prendre les rênes du Petrolul Ploiești. Avec lui, la plupart des joueurs majeurs rejoignent également le club de Ploiești. Privé de son principal soutien financier, les Alb-Negrii tentent de former une équipe compétitive avec très peu de moyens. En février 2013, les dettes du club deviennent inquiétantes, et « U » entre en procédure d’insolvabilité. Malgré les problèmes financiers, l’équipe évite la relégation et termine 12e à la fin de la saison 2012–13.
Au printemps 2013, Florian Walter annonce son retour à « U » Cluj. En fin de saison, un nouveau choc frappe le club : la commission des licences refuse de l’autoriser à participer à la saison 2013–14 de Liga I, et prononce sa relégation en Liga II. Les Șepcile Roșii contestent la décision devant le TAS et obtiennent gain de cause, ce qui leur permet de rester en Liga I pour la saison suivante. La saison 2013–14 se déroule sans grandes ambitions en raison des difficultés financières persistantes. Florian Walter semble également moins impliqué dans l’investissement. Malgré cela, les Studenții parviennent à se maintenir, finissant à la 11e place.
La saison 2014–15 de Liga I s’inscrit dans une réforme : six équipes sont reléguées au lieu de quatre, dans l’objectif de réduire la ligue de 18 à 14 clubs. « U » Cluj lutte jusqu’au bout avec ses maigres ressources, mais termine 15e et redescend en Liga II après cinq ans dans l’élite.
L’été 2016 marque un nouveau départ pour « U ». La société sportive est en insolvabilité, au bord de la faillite, et le propriétaire est arrêté pour évasion fiscale et blanchiment d’argent. La seule solution est de fonder un nouveau club. La municipalité de Cluj-Napoca, propriétaire du logo et des archives de « U » Cluj, résilie le contrat de location avec la société de Florian Walter. Elle s’associe alors avec l’université Babeș-Bolyai et l’association des supporters de « U » Cluj pour lancer un nouveau projet : l’ACSF Alb-Negru al Studenților Clujeni (ACSF Blanc-Noir des Étudiants de Cluj). Ce nom est donné à la nouvelle équipe, car la société de Walter n’est pas encore en faillite, et deux entités ne peuvent partager le même nom. Après la création du nouveau club, la municipalité loue le logo et les archives à cette nouvelle entité.
Le 29 septembre 2016, la société FC Universitatea Cluj de Walter fait faillite, libérant le nom.

## Stade

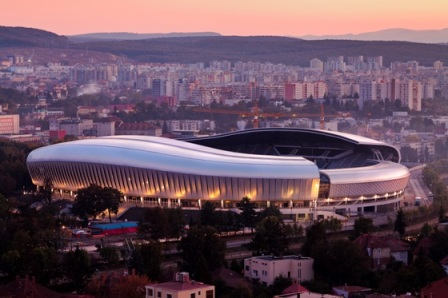
Le Cluj Arena, stade de l' "U" Cluj depuis 2011

Le stade Ion Moina, premier stade de football et d’athlétisme de Cluj-Napoca, est construit entre 1908 et 1911 et peut accueillir 1 500 spectateurs. L’inauguration officielle a lieu en 1911, à l’occasion d’un match entre une équipe de Cluj et Galatasaray.
Le dernier match officiel dans l’ancien stade se joue le 22 novembre 2008 ; Universitatea fait match nul 0–0 contre Mureșul Deva en Liga II.
Pendant les travaux de construction du nouveau stade, Universitatea dispute ses matchs à domicile des saisons 2008–09 et 2009–10 de Liga II au stade Clujana, et ceux de la saison 2010–11 de Liga I au stade Cetate d’Alba Iulia, au stade Gloria de Bistrița et au stade Gaz Metan de Mediaș.
Le 11 octobre 2011, le premier match au nouveau stade Cluj Arena a lieu — un amical entre Universitatea et l’équipe russe du Kuban Krasnodar — que Kuban remporte 4–0.

## Supporters
« U » compte de nombreux supporters à Cluj-Napoca, mais aussi dans d’autres régions de Roumanie — en particulier en Transylvanie. L’une des raisons de cette popularité est la présence à Cluj-Napoca de plusieurs universités importantes, notamment l’université Babeș-Bolyai, la plus grande du pays avec plus de 45 000 étudiants.
L’histoire des supporters fanatiques de « U » commence dans les années 1970, lorsque les premiers groupes de supporters apparaissent dans les tribunes. En 1972, Amicii U voit le jour, devenant l’un des premiers groupes de supporters en Roumanie. Parmi les groupes ultras actuels de « U » Cluj, on trouve Groparii, VG (Vecchia Guardia), BOYS, MADS, FPU (The Few The Proud The Ultras), Potaissa, PPS (Prezenți pentru simbol), MNST (Mănăștur).
Le fanatisme entraîne parfois des débordements. En 1979, par exemple, après une victoire de Sportul Studentesc due à des décisions arbitrales contestées, les supporters de « U » crient « voleurs » devant le stade. La police intervient violemment contre les fans en colère.

## Rivalités

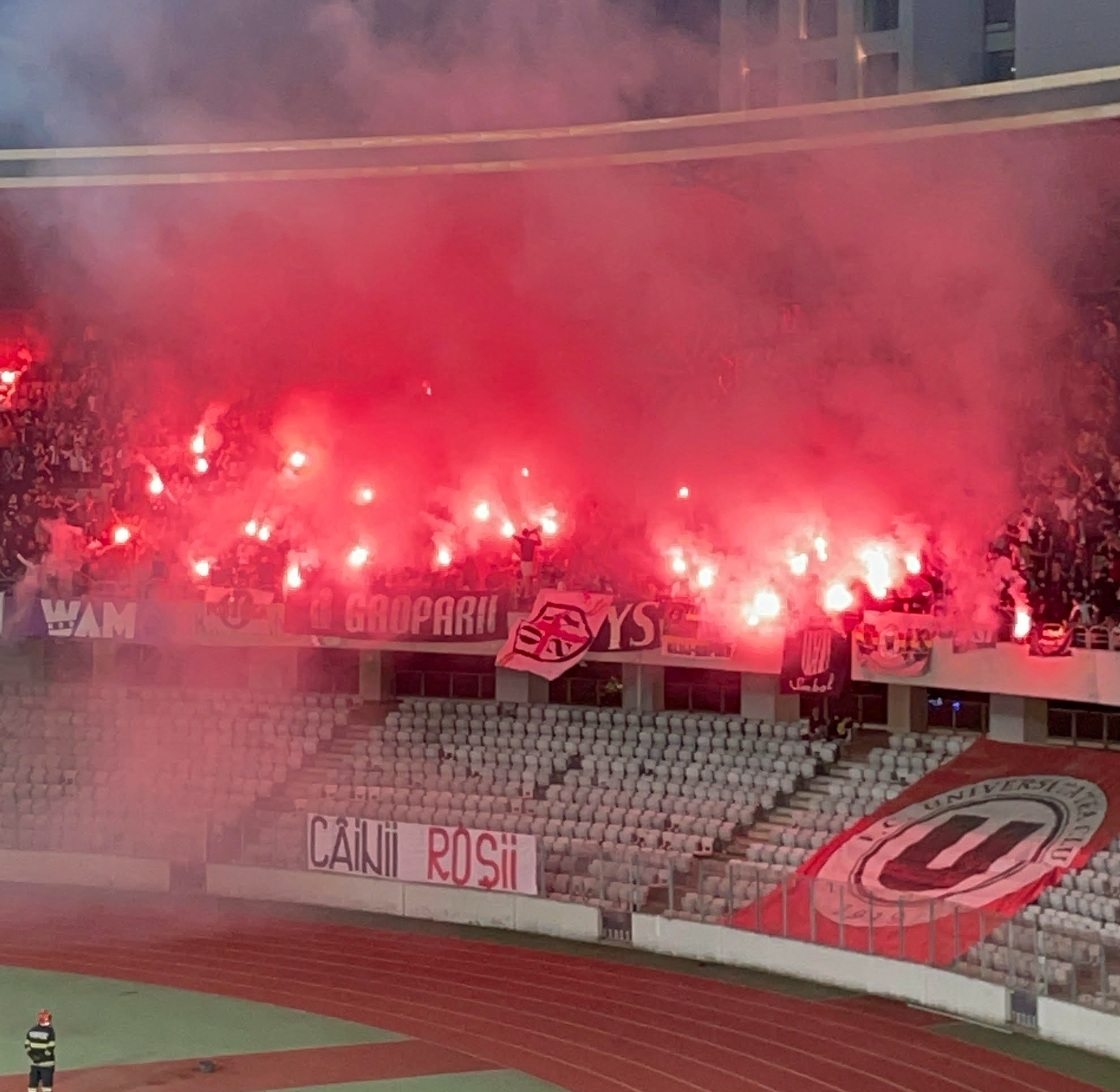
Les supporters de « U » Cluj lors d'un match de promotion de la Liga 1 contre le Dinamo Bucarest en 2022

Universitatea entretient une rivalité avec l’autre club de la ville, le CFR Cluj. Cette animosité figure parmi les plus anciennes du football roumain. Les premiers incidents entre les supporters des deux camps remontent aux années 1920. Un épisode particulièrement violent se produit en 1924, lorsqu’un derby dégénère : le stade doit être évacué à cause d’une bagarre générale entre les supporters. Universitatea remporte alors le match 2–1. D’autres événements marquent cette rivalité : en 2005, après une défaite contre l’UTA Arad, des supporters de « U » blessent des joueurs du CFR à l’hôtel Sport de Cluj-Napoca ; en 2008, après un derby, le CFR remporte son premier titre de champion de Roumanie et « U » est relégué en Liga II, un match précédé d’un scandale de corruption impliquant le propriétaire du Steaua Bucarest, Gigi Becali, qui aurait offert un million d’euros au staff de « U » pour battre le CFR.

## Bilan sportif

### Palmarès
- Championnat de Roumanie
  - Vice-champion : 1933
- Championnat de Roumanie de deuxième division
  - Champion : 1950, 1958, 1979, 1985, 1992, 2007
  - Vice-champion : 1940, 1984, 2010
- Championnat de Roumanie de troisième division
  - Champion : 2001
- Coupe de Roumanie
  - Vainqueur : 1965
  - Finaliste : 1934, 1942, 1949, 2015, 2023
- Coupe de la Ligue roumaine
  - Finaliste : 1998

### Bilan européen
Légende
- Victoire ou qualification pour le tour suivant
- Match nul
- Défaite ou élimination de la compétition

Note : dans les résultats ci-dessous, le score du club est toujours donné en premier.
| Saison    | Compétition      | Tour                | Club              | Domicile | Extérieur | Total     |
| --------- | ---------------- | ------------------- | ----------------- | -------- | --------- | --------- |
| 1965-1966 | Coupe des coupes | Seizièmes de finale | Wiener Neustädter | 0 - 1    | 2 - 0     | 2 - 1     |
| 1965-1966 | Coupe des coupes | Huitièmes de finale | Atlético Madrid   | 0 - 2    | 0 - 4     | 0 - 6     |
| 1972-1973 | Coupe UEFA       | 32es de finale      | Levski Sofia      | 4 - 1    | 1 - 5     | 5 - 6     |
| 1995      | Coupe Intertoto  | Groupe 3            | HB Tórshavn       | N/A      | 0 - 0     | Cinquième |
| 1995      | Coupe Intertoto  | Groupe 3            | Tromsø IL         | 0 - 1    | N/A       | Cinquième |
| 1995      | Coupe Intertoto  | Groupe 3            | Germinal Ekeren   | N/A      | 1 - 4     | Cinquième |
| 1995      | Coupe Intertoto  | Groupe 3            | FC Aarau          | 2 - 3    | N/A       | Cinquième |
| 2025-2026 | Ligue Conférence | Deuxième tour Q     | Ararat-Armenia    | 1 - 2 ap | 0 - 0     | 1 - 2     |

## Anciens joueurs
- Mihai Adam
- Habib Jean Baldé
- Fábio Bilica
- Septimiu Câmpeanu
- Răzvan Cociș
- Adrian Cristea
- Anton Doboș
- Cristian Dulca
- Adrian Falub
- Gheorghe Florescu
- Tiago Gomes
- Gheorghe Grozav
- Emil Jula
- Kay
- Romik Khachatrian
- Srdjan Luchin
- Adrian Piț
- Ioan Sabău
- László Sepsi
- Łukasz Szukała
- Benjamin van den Broek